# تفسير جابر الجعفي
تفسير جابر الجعفي كتاب من تأليف جابر الجعفي وهو من أصحاب الصادق والباقر ، ويعد من أقدم التفاسير الشيعية

## المؤلف
جابر بن يزيد الجعفي محدث، تابعي، مفسر ومؤرخ من أصحاب الصادق والباقر. له مكانة علمية عند الشيعة وأئمتهم، وردت روايات في مدحه والترحم عليه من الصادق، وعدّه المجلسي الأول من أصحاب أسرار الصادقين.
أما عند أهل السنة والجماعة فهو متروك الحديث.